# Diana Uribe
Diana Uribe Forero (Bogotá, 30 de marzo de 1959) es una locutora, filósofa y podcaster colombiana que se ha especializado en los programas de divulgación histórica. Es conocida por sus programas radiales, pódcasts, conferencias y sus audiolibros sobre historia universal.

## Biografía
Nacida en Bogotá, creció en Chicago entre los dos y los diez años de edad, por los estudios de ingeniería industrial de su padre.
Estudió filosofía y letras en la Universidad de los Andes, en donde se graduó con la tesis “La nación de Woodstock y la construcción de una utopía: una reflexión filosófica sobre la contracultura en Estados Unidos en los años sesenta” sobre los movimientos juveniles de los años 1960.
Se desempeñó como docente de bachillerato de filosofía, inglés, historia y literatura en diferentes colegios de Bogotá. Luego sería docente en las universidades: Pontificia Universidad Javeriana, Universidad de Los Andes, la Universidad Jorge Tadeo Lozano y la Universidad Externado de Colombia.
Su trabajo en los medios comenzó como analista internacional en la desaparecida cadena Radionet en 1994. De allí pasó a Caracol Radio con un programa los fines de semana llamado La historia del mundo. También fue analista internacional durante el inicio de la invasión de Irak de 2003 para el noticiero de Caracol Televisión y ha trabajado en otros proyectos de esta cadena, como invitada en el programa Entre ojos. Desde octubre del 2018 realiza, junto con el equipo de La Casa de la Historia y  La historia del mundo, el podcast DianaUribe.fm.
En 2008 presentó su primer audiolibro, La historia de las civilizaciones, donde hace un recorrido por algunos momentos de la historia de la humanidad; en 2009 publicó el segundo, llamado La historia de las independencias, enfocado en la independencia latinoamericana en el siglo XIX; en 2011 el tercero, La historia en los viajes, que trata sobre Rusia, Turquía y Sudáfrica; en 2013 publicó la aplicación El juego de la historia.
Uribe es especialista en los movimientos de contracultura de los años 1960. También se interesa por la permanencia de los mitos y leyendas en los imaginarios contemporáneos, en particular en la literatura oral.

## Controversias
En 2025 fue denunciada por violar los derechos morales de autor de la historiadora María Emilia Gouffray, quien, de acuerdo con la investigación llevada a cabo por el diario El País, es la autora de la obra original "Mujeres a través de la Historia" (2025), la cual fue deformada por Alejandra Espinosa, la hija de Uribe, y publicada por la editorial Penguin Random House sin la aprobación de Gouffray.

Estos señalamientos han permitido conocer que la locutora no ha sido autora de sus libros, sino que ha recurrido a la figura de "escritor fantasma", contratando a terceros para que escriban sus libros. La figura de "escritor fantasma" tiene limitaciones en el código legal colombiano, donde los derechos morales de autor son reconocidos como inalienables, irrenunciables, imprescriptibles y perpetuos.

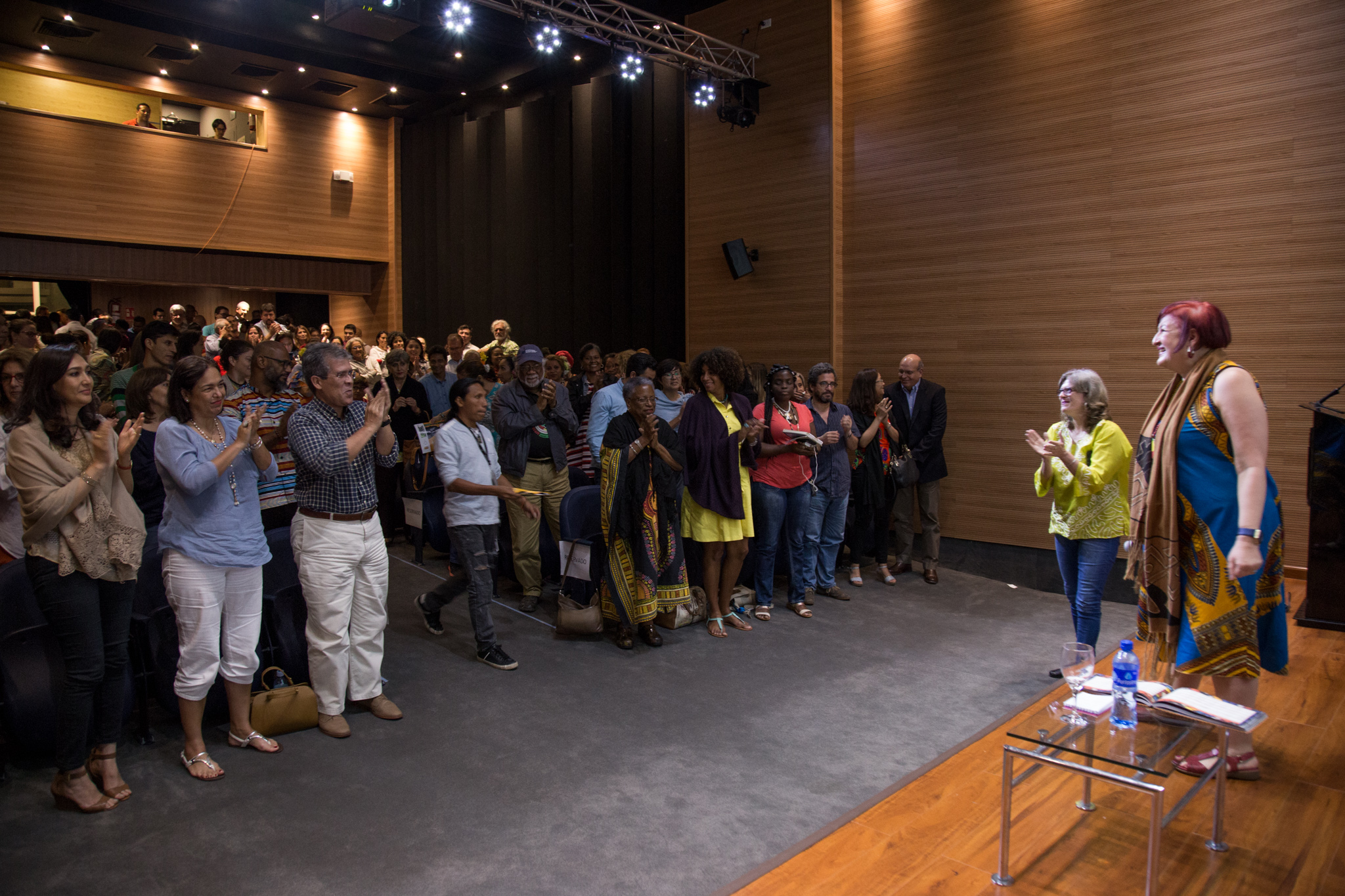
Diana Uribe siendo ovacionada de pie en conferencia en ciudad de Panamá, mayo de 2018.

## Obras
- La historia de las civilizaciones, contada por Diana Uribe (Audiolibro). Compuesto por seis CD con una duración total de siete horas.
- Siglo XX: historia viva (Audiolibro). Compuesto por tres casetes por ambos lados.
- Lo que nos deja el siglo XX Artículo acerca de importantes inventos tecnológicos y su perjuicio en el ser humano publicado el 7 de octubre del año 2000
- La historia de las independencias, contada por Diana Uribe (Audiolibro). Compuesto por seis CD con una duración total de siete horas.
- Historia de las civilizaciones (En coautoría con Carolina Luna, Martín Moreno, Ricardo Silva Romero, Juan Guillermo Llano García) Aguilar, 2008 - 223 páginas. ISBN 9587047982, ISBN 9789587047981
- Historia de las grandes independencias (En coautoría con Martín Moreno, Alberto Pérez López y Juan Guillermo Llano García). Aguilar, 2009 - 262 páginas. ISBN 9587049144, ISBN 9789587049145
- 125 años de historia narrada por Diana Uribe. El Espectador, 2012.
- África, nuestra tercera raíz. Aguilar. Bogotá, 2014.[7][8][9]
- Contracultura. Aguilar, Bogotá. Libro compuesto de 320 páginas y 2 CD.
- Brújula para el mundo contemporáneo, 2018
- Revoluciones Aguilar, Bogotá, 2020
- Mujeres a través de la historia. Aguilar. Bogotá, 2024. (En coautoría con Maria Emilia Gouffray y su hija Alejandra Espinosa Uribe).

## Reconocimientos
- Premio Simón Bolívar de periodismo cultural en 2002.